# Idarrubicina
La Idarrubicina es un medicamento que pertenece a la familia de las antraciclinas y se emplea en el tratamiento de diferentes tipos de cáncer. Su mecanismo de acción consiste en insertarse en el ADN celular y dificultar la duplicación del mismo interfiriendo la acción de la enzima topoisomerasa II. Es un análogo de la daunorrubicina, con propiedades ligeramente diferentes. Se utiliza habitualmente en combinación con otros fármacos, como la citarabina para el tratamiento de la leucemia mieloide aguda.